# 小村鮎海
小村鮎海（日语：小村あゆみ，1月15日—），日本漫畫家。

## 經歷
鹿兒島縣出身。代代木動畫學院漫畫科畢業。2003年獲得《瑪格麗特》NEW漫畫研討課最佳新人賞而出道。
2010年1月19日作品《MIX VEGETABLE～料理關係～》獲選為美國圖書館協會推薦「2010年度最佳青少年向漫畫」。